# When the Phone Rings
When the Phone Rings (지금 거신 전화는?, Jigeum geosin jeonhwaneunLR; lett. "Il numero che hai digitato") è una serie televisiva sudcoreana trasmessa su MBC TV dal 22 novembre 2024 al 4 gennaio 2025, basata sull'omonimo romanzo ipertestuale di Geon Eomul Nyeo. In lingua italiana è stata distribuita da Netflix.

## Trama
Baek Sa-eon, un ex corrispondente di guerra datosi alla politica, e Hong Hee-joo, un'interprete della lingua dei segni diventata muta dopo un incidente, sono sposati da tre anni in un matrimonio combinato di cui non sono felici. Un giorno ricevono una telefonata minatoria da un rapitore, che sconvolge ulteriormente le loro vite.

## Personaggi e interpreti
- Baek Sa-eon, interpretato da Yoo Yeon-seok
- Hong Hee-joo, interpretata da Chae Soo-bin
- Ji Sang-woo, interpretato da Heo Nam-jun
- Na Yu-ri, interpretata da Jang Gyu-ri